# Gražina (inslagkrater)
Gražina is een inslagkrater op de planeet Venus. Gražina werd in 1994 genoemd naar Gražina, een Litouwse meisjesnaam.
De krater heeft een diameter van 16,5 kilometer en bevindt zich aan de rand van Lakshmi Planum in de regio Ishtar Terra, in het quadrangle Lakshmi Planum (V-7).